# أندرسون أوليفيرا
أندرسون لويس دي ابريو أوليفيرا (بالبرتغالية: Anderson‏)، من مواليد 13 ابريل 1988 في بورتو أليغري في البرازيل، لاعب كرة قدم برازيلي.
بدأ مسيرته الكروية مع نادي غريميو في موسم 2004/2005، ولعب معهم 5 مباريات وسجل هدفا واحدا، وفي عام 2005 انتقل إلى نادي بورتو البرتغالي، ولعب معهم حتى عام 2007، وشارك معهم في 21 مباراة وسجل هدفين، ومنذ عام 2007 وهو يلعب مع نادي مانشستر يونايتد الإنجليزي والبرازيل.

## سيرة اللاعب
غريميو 
ولد في بورتو أليغري، انضم أندرسون لنادي غريميو كلاعب في درجة الشباب. وكان أول ظهور له مع الفريق في 23 أكتوبر من عام 2004 في خسارة 3-1 امام انترناسيونال في الدوري البرازيلي (Série A) حيث سجل هدفا من ركلة حرة. غريميو، ومع ذلك، هبط الفريق في ختام الموسم إلى دوري الدرجة الثانية البرازيلي.
أفيد في يونيو 2005 أن المجموعة البرتغالية GestiFute دفعت 5 مليون € مقابل 70٪ من الحقوق الاقتصادية للأندرسون. في 18 يونيو 2005، أفادت التقارير أن أندرسون وقع على عقد مبدئي مع بورتو البرتغالي.
 بورتو 
قبل ثلاثة أشهر من عيد ميلاده 18، انضم أندرسون رسميا لبورتو مقابل 7 مليون€ في يناير 2006.
يحظر الفيفا النقل الدولي لأي لاعب دون السن القانونية، ويخضع لاستثناء أن اللاعب يتحرك إلى بلدان أخرى لمرافقة والديهم. لذلك، انتقلت والدة أندرسون إلى البرتغال لتسهيل انتقاله إلى الخارج.
لعب لأول مرة في الدوري لبورتو في 5 مارس 2006، لعب دورا في مساعدة فريق في الفوز بالبطولة البرتغالية في موسم 2005-06.
في موسم 2006-07، لعب في دوري أبطال أوروبا لأول مرة في أول مباراة لفريق بورتو ضد سسكا موسكو.
اندرسون، ومع ذلك، اضطر أن يغيب خمسة أشهر من الموسم بسبب كسر في ساقه، نتيجة لعرقلته لاعب خط الوسط بنفيكا كوستاس.
على الرغم من إصابته، تمكن من الظهور في 15 مباراة في موسم 2006-07، وسجل هدفين.
مانشستر يونايتد
في 30 مايو 2007، أكد موقع مانشستر يونايتد ان النادي قد وافق من حيث المبدأ على توقيع اندرسون من بورتو مقابل مبلغ لم يكشف عنه.
تم رفض الطلب الأولي للحصول على تصريح العمل لاندرسون لأنه لم يكن لديه ما يكفي من المباريات الدولية. جادل النادي في وقت لاحق أن عمره الصغير فقط قد منعه من الحصول على المزيد من المباريات الدولية وأنه نظرا لموهبته الاستثنائية وحجم رسوم الانتقال له ما يبرره لضم الاعب.
يوم 29 يونيو 2007، تم منحه تصريح عمل للعب في المملكة المتحدة، واستكمل هذه الخطوة في 2 يوليو، وأكمل أندرسون التوقيع على عقد مدته خمس سنوات ليصبح اللاعب البرازيلي الثاني في النادي بعد كليبرسون.
كانت رسوم الانتقال التي أعلنها بورتو 30 مليون €، أي ما يعادل حوالي 20 مليون جنيه إسترليني في يوليو 2007.
تم تسليمه القميص رقم 8 من قبل واين روني الذي تغير إلى رقم 10.
في نهائي دوري أبطال أوروبا في موسكو عام 2008، تم الدفع بأندرسون في الدقيقة الأخيرة من الوقت الإضافي ليحل محل ويس براون، ونجح في تحويل المحاولة السادسة لمانشستر يونايتد في ركلات الترجيح. وفاز مانشستر يونايتد بلقب دوري أبطال أوروبا ليمنح أندرسون اللقب الأوروبي الأول في مسيرته.
في 21 ديسمبر 2008، لعب اندرسون 88 دقيقة من نهائي كأس العالم للأندية FIFA 2008 مقابل ليغا كيتو، وفاز مانشستر يونايتد بفضل هدف واين روني واحد، حيث أصبحوا أبطال العالم.
في 1 مارس 2009، لعب اندرسون في الدقيقة 56 من المباراة النهائية لكأس الدوري لعام 2009 ضد توتنهام هوتسبير، ليحل محل داني ويلباك. ذهب ليسجل ركلة الفوز في ركلات الترجيح، والفوز بأول ميدالية كأس الدوري له.
في 18 مايو، في المباراة قبل الأخيرة من الموسم ضد ارسنال، كان مانشستر يونايتد يحتاج لنقطة واحدة فقط ليحسم لقب الدوري للمرة الثالثة على التوالي والثاني لأندرسون في عامين مع النادي. وقد لعب اندرسون بديلا لواين روني في الدقيقة الأخيرة، مما ساعد مانشستر يونايتد على رفع اللقب على أرضه أمام منافسيهم.
بعد سقوطه من حسابات ديفيد مويس مدرب مانشستر يونايتد الجديد، ولعبه لثماني مباريات فقط في النصف الأول من الموسم 2013-14، انضم أندرسون نادي فيورنتينا الإيطالي على سبيل الإعارة في 18 يناير 2014 للفترة المتبقية من الموسم.
 المسيرة الدولية
في أبريل 2005، لعب أندرسون للبرازيل في بطولة أمريكا الجنوبية تحت 17 عاما. في أكتوبر التالي، تم استدعائه لفريق كرة القدم المشارك في بطولة العالم تحت 17 سنة عام 2005، وفاز بالكرة الذهبية كما أحرزت البرازيل المركز الثاني.
عندما كانت البرازيل في ورطة من الخروج من البطولة بعد الهزيمة في المباراة الافتتاحية ضد غامبيا، ساعد اندرسون الفريق بقديم بطولة جيدة حيث لعب المباريات بمستوى عالي وكانت البداية في المباراة ضد هولندا.
بعد أن ساعد البرازيل في الوصول للمباراة النهائية بعد الفوز 4-3 في الدور قبل النهائي على تركيا، لعب اندرسون بعد 15 دقيقة فقط من المباراة النهائية مع المكسيك قبل أن يتم اسبداله بسبب الإصابة.
لعب اندرسون أول مباراة دولية له مع الفريق البرازيلي الأول في 27 يونيو 2007 في هزيمته 2-0 امام المكسيك في عام 2007 كأس أمريكا الجنوبية، كبديل في الشوط الثاني.
و بدأ مباراته الأولى مع البرازيل في 1 يوليو 2007 مقابل تشيلي في الفوز 3-0.
في يوليو 2008، اختاره دونجا مدرب البرازيل ضمن الفريق المكون من 18 لاعب لدورة الألعاب الأولمبية الصيفية لعام 2008.
وسجل الهدف الأول للبرازيل في مباراة المجموعة الثانية ضد نيوزيلندا، حيث انتهت المبارة بالفوز 5-0.
في 22 آغسطس 2008، فازت البرازيل بالميدالية البرونزية بعد فوزها على بلجيكا 3-0.

## روابط خارجية
- أندرسون أوليفيرا على موقع الاتحاد الدولي (مؤرشف)  (الإنجليزية)
- أندرسون أوليفيرا على موقع الاتحاد الأوربي (الإنجليزية)
- أندرسون أوليفيرا على موقع اتحاد تركيا (لاعب) (الإنجليزية)
- أندرسون أوليفيرا على موقع قاعدة بيانات كرة القدم.إي يو (الإنجليزية)
- أندرسون أوليفيرا على موقع ليكيب (الفرنسية)
- أندرسون أوليفيرا على موقع ناشيونال فوتبول تيمز (الإنجليزية)
- أندرسون أوليفيرا على موقع Soccerbase.com (لاعب) (الإنجليزية)
- أندرسون أوليفيرا على موقع Soccerway.com (الإنجليزية)
- أندرسون أوليفيرا على موقع عالم كرة القدم.نت (الإنجليزية)
- أندرسون أوليفيرا على موقع أوليمبيديا (الإنجليزية)